# Мохаммед Абдель-Шафі
Мохаммед Абдель-Шафі (араб. محمد عبد الشافي‎‎; нар. 1 липня 1985, Каїр, Єгипет) — єгипетський футболіст, захисник клубу «Аль-Аглі». У складі збірної — володар Кубка африканських націй (2010).

## Клубна кар'єра
Вихованець юнацьких команд футбольного клубу «Замалек».
У дорослому футболі дебютував 2005 року виступами за команду клубу «Газль Аль-Мехалла», в якій провів чотири сезони, взявши участь у 53 матчах чемпіонату.
Своєю грою за цю команду привернув увагу представників тренерського штабу клубу «Замалек», до складу якого приєднався 2009 року. Відіграв за каїрську команду наступні п'ять сезонів своєї ігрової кар'єри. Більшість часу, проведеного у складі каїрського «Замалека», був основним гравцем захисту команди.
2014 року приєднався складу саудівського клубу «Аль-Аглі», з яким виграв ряд національних трофеїв. 2018 року на правах оренди захищав кольори іншого саудівського клубу «Аль-Фатех».

## Виступи за збірну
29 грудня 2009 року дебютував в офіційних іграх у складі національної збірної Єгипту у товариському матчі проти збірної Малаві.
Вже на початку наступного року Мохаммед був включений в єгипетську заявку на Кубок африканських націй 2010 року, що проходив в Анголі. На цьому турнірі він забив свій перший гол, довівши рахунок до великого в принциповому поєдинку проти Алжиру. У фіналі Абдель-Шафі вийшов на заміну на 57-й хвилині, внісши свій внесок у підсумкову перемогу і завоювання чемпіонського титулу. 
На Кубку африканських націй 2017 року у Габоні Абдель-Шафі відіграв лише два матчі групового етапу, а його команда зуміла дійти до фіналу. Наступного року у складі збірної був учасником чемпіонату світу 2018 року у Росії, де був основним гравцем, зігравши у всіх трьох матчах, але його команда програла усі матчі і не вийшла в плей-оф.
Наразі провів у формі головної команди країни 45 матчів, забивши 2 голи.
| Дата       | Місто           | Господарі         | Результат  | Гості            | Турнір                                      | Голи | Примітки |
| ---------- | --------------- | ----------------- | ---------- | ---------------- | ------------------------------------------- | ---- | -------- |
| 29-12-2009 | Каїр            | Єгипет            | 1 – 1      | Малаві           | товариський матч                            | -    | 57'      |
| 04-01-2010 | Дубай (місто)   | Єгипет            | 1 – 0      | Малі             | товариський матч                            | -    | 75'      |
| 12-01-2010 | Бенгела         | Єгипет            | 3 – 1      | Нігерія          | Кубок африканських націй 2010 - 1-й етап    | -    | 84'      |
| 20-01-2010 | Бенгела         | Єгипет            | 2 – 0      | Бенін            | Кубок африканських націй 2010 - 1-й етап    | -    |          |
| 25-01-2010 | Бенгела         | Єгипет            | 3 – 1 д.ч. | Камерун          | Кубок африканських націй 2010 - чвертьфінал | -    | 118'     |
| 28-01-2010 | Бенгела         | Алжир             | 0 – 4      | Єгипет           | Кубок африканських націй 2010 - півфінал    | 1    | 78'      |
| 31-01-2010 | Луанда          | Гана              | 0 – 1      | Єгипет           | Кубок африканських націй 2010 - Фінал       | -    | 57'      |
| 03-03-2010 | Лондон          | Англія            | 3 – 1      | Єгипет           | товариський матч                            | -    | 76'      |
| 11-08-2010 | Каїр            | Єгипет            | 6 – 3      | ДР Конго         | товариський матч                            | -    | 60'      |
| 10-10-2010 | Бангі           | Нігер             | 1 – 0      | Єгипет           | Відбір до Кубка африканських націй 2012     | -    |          |
| 16-12-2010 | Доха            | Катар             | 2 – 1      | Єгипет           | товариський матч                            | -    | 81'      |
| 09-01-2011 | Каїр            | Єгипет            | 1 – 0      | Уганда           | товариський матч                            | -    | 84'      |
| 27-02-2012 | Доха            | Єгипет            | 5 – 0      | Кенія            | товариський матч                            | -    |          |
| 29-03-2012 | Омдурман        | Єгипет            | 2 – 1      | Уганда           | товариський матч                            | -    |          |
| 12-04-2012 | Дубай (місто)   | Єгипет            | 3 – 2      | Нігерія          | товариський матч                            | -    | 46'      |
| 17-04-2012 | Дубай (місто)   | Ірак              | 0 – 0      | Єгипет           | товариський матч                            | -    |          |
| 20-05-2012 | Омдурман        | Єгипет            | 2 – 1      | Камерун          | товариський матч                            | -    |          |
| 01-06-2012 | Александрія     | Єгипет            | 2 – 0      | Мозамбік         | Відбір до ЧС 2014                           | -    |          |
| 10-06-2012 | Конакрі         | Гвінея            | 2 – 3      | Єгипет           | Відбір до ЧС 2014                           | -    |          |
| 15-06-2012 | Александрія     | Єгипет            | 2 – 3      | ЦАР              | Відбір до Кубка африканських націй 2013     | -    |          |
| 12-10-2012 | Дубай (місто)   | Єгипет            | 3 – 0      | Республіка Конго | товариський матч                            | -    |          |
| 16-10-2012 | Абу-Дабі        | Єгипет            | 0 – 1      | Туніс            | товариський матч                            | -    | 46'      |
| 14-11-2012 | Тбілісі         | Грузія            | 0 – 0      | Єгипет           | товариський матч                            | -    |          |
| 28-12-2012 | Доха            | Катар             | 0 – 2      | Єгипет           | товариський матч                            | -    | 46'      |
| 10-01-2013 | Абу-Дабі        | Гана              | 3 – 0      | Єгипет           | товариський матч                            | -    | 67'      |
| 14-01-2013 | Абу-Дабі        | Кот-д'Івуар       | 4 – 2      | Єгипет           | товариський матч                            | -    | 89'      |
| 22-03-2013 | Александрія     | Єгипет            | 10 – 0     | Есватіні         | товариський матч                            | -    | 46'      |
| 30-09-2013 | Каїр            | Єгипет            | 2 – 0      | Уганда           | товариський матч                            | -    |          |
| 02-10-2013 | Каїр            | Єгипет            | 3 – 0      | Уганда           | товариський матч                            | 1    |          |
| 14-11-2013 | Каїр            | Єгипет            | 2 – 0      | Замбія           | товариський матч                            | -    | 74'      |
| 19-11-2013 | Каїр            | Єгипет            | 2 – 1      | Гана             | Відбір до ЧС 2014                           | -    |          |
| 30-05-2014 | Сантьяго        | Чилі              | 3 – 2      | Єгипет           | товариський матч                            | -    |          |
| 10-09-2014 | Каїр            | Єгипет            | 0 – 1      | Туніс            | Відбір до Кубка африканських націй 2015     | -    |          |
| 10-10-2014 | Габороне        | Ботсвана          | 0 – 2      | Єгипет           | Відбір до Кубка африканських націй 2015     | -    |          |
| 15-10-2014 | Каїр            | Єгипет            | 2 – 0      | Ботсвана         | Відбір до Кубка африканських націй 2015     | -    |          |
| 08-06-2015 | Александрія     | Єгипет            | 2 – 1      | Малаві           | товариський матч                            | -    | 56'      |
| 14-06-2015 | Александрія     | Єгипет            | 3 – 0      | Танзанія         | Відбір до Кубка африканських націй 2017     | -    |          |
| 06-09-2015 | Нджамена        | Чад               | 1 – 5      | Єгипет           | Відбір до Кубка африканських націй 2017     | -    |          |
| 11-10-2015 | Абу-Дабі        | Єгипет            | 3 – 0      | Замбія           | товариський матч                            | -    |          |
| 04-06-2016 | Дар-ес-Салам    | Танзанія          | 0 – 2      | Єгипет           | Відбір до Кубка африканських націй 2017     | -    |          |
| 06-09-2016 | Йоганнесбург    | ПАР               | 1 – 0      | Єгипет           | товариський матч                            | -    |          |
| 09-10-2016 | Браззавіль      | Республіка Конго  | 1 – 2      | Єгипет           | Відбір до ЧС 2018                           | -    |          |
| 13-11-2016 | Александрія     | Єгипет            | 2 – 0      | Гана             | Відбір до ЧС 2018                           | -    |          |
| 17-01-2017 | Порт-Жантіль    | Малі              | 0 – 0      | Єгипет           | Кубок африканських націй 2017 - 1-й етап    | -    |          |
| 21-01-2017 | Порт-Жантіль    | Єгипет            | 1 – 0      | Уганда           | Кубок африканських націй 2017 - 1-й етап    | -    |          |
| 28-03-2017 | Александрія     | Єгипет            | 3 – 0      | Того             | товариський матч                            | -    | 72'      |
| 11-06-2017 | Радес           | Туніс             | 1 – 0      | Єгипет           | Відбір до Кубка африканських націй 2019     | -    |          |
| 31-08-2017 | Кампала         | Уганда            | 1 – 0      | Єгипет           | Відбір до ЧС 2018                           | -    |          |
| 05-09-2017 | Александрія     | Єгипет            | 1 – 0      | Уганда           | Відбір до ЧС 2018                           | -    |          |
| 08-10-2017 | Александрія     | Єгипет            | 2 – 1      | Республіка Конго | Відбір до ЧС 2018                           | -    |          |
| 23-03-2018 | Цюрих           | Португалія        | 2 – 1      | Єгипет           | товариський матч                            | -    |          |
| 01-06-2018 | Бергамо         | Єгипет            | 0 – 0      | Колумбія         | товариський матч                            | -    |          |
| 06-06-2018 | Брюссель        | Бельгія           | 3 – 0      | Єгипет           | товариський матч                            | -    |          |
| 15-06-2018 | Єкатеринбург    | Єгипет            | 0 – 1      | Уругвай          | ЧС 2018 - 1-й етап                          | -    |          |
| 19-6-2018  | Санкт-Петербург | Росія             | 3 – 1      | Єгипет           | ЧС 2018 - 1-й етап                          | -    |          |
| 25-6-2018  | Волгоград       | Саудівська Аравія | 2 – 1      | Єгипет           | ЧС 2018 - 1-й етап                          | -    |          |
| Усього     |                 | Матчів            | 57         |                  | Голів                                       | 2    |          |

## Досягнення
«Замалек»
- Чемпіон Єгипту: 2020–21
- Володар Кубка Єгипту: 2007–08, 2012–13, 2013–14, 2018–19, 2021
- Володар Суперкубка Єгипту: 2019–20
- Володар Суперкубка КАФ: 2020

 «Аль-Аглі»
- Чемпіон Саудівської Аравії: 2015–16
- Володар Кубка наслідного принца Саудівської Аравії: 2014–15
- Володар Саудівського кубка чемпіонів: 2016
- Володар Суперкубка Саудівської Аравії: 2016

 Збірна Єгипту
- Переможець Кубка африканських націй: 2010
  - Фіналіст Кубка африканських націй: 2017